# 501 (ゲーム)
『501』（ファイブ・オー・ワン）は、2002年4月26日にフロントウイングより発売されたWindows用のオムニバス形式のパッケージソフト『426』に収録された短編アダルトゲーム。開発はソフトハウスDew。明るい青春モノを多く手がけるフロントウイング作品の中で、数少ないダークな陵辱モノである。

## あらすじ
心臓疾患を持つ妹を抱えた青山祐司は、ある日、『ファイブ・オー・ワン』と呼ばれるダーツになぞらえた非合法ゲームへ参加することとなる。それは、男3人（ダーツ）、女1人（的）でチームを組み、自分のチームの女を守りつつ、相手チームの女を奪う殺し合いだった。優勝すれば多大なる賞金が手に入るが、負ければ男は殺され、女は敵チームに陵辱されるのだという。しかし、それでも祐司は賞金のために501へ参加することを決める。

## 登場キャラクター
青山裕士
本作の主人公。
須磨佳織
主人公のチームに所属する女性。
山口京太
高柳隆平
綿貫遙
北條南守架
大野深雪
織畑由加子
青山小百合

## スタッフ
- シナリオ：鈴木麻都
- 原画：千穂里友博
- 音楽：リバーサイドミュージック

## テーマソング
朝日の向こう
作詞：佐藤裕美 / 作曲・編曲：上松範康 / 歌：佐藤裕美